# شهرستان آکسوبایفسکی
شهرستان آکسوبایفسکی (به لاتین: Aksubayevsky District) یک شهرستان در روسیه است که در تاتارستان واقع شده‌است.